# Zstandard
Zstandard（或Zstd）是由Facebook的Yann Collet开发的一个无损数据压缩算法。该名称也指其C语言的。第1版的实现于2016年8月31日发布为自由软件

## 特色
设计Zstandard的目的是提供一个类似于DEFLATE算法的压缩比，但更快，特别是解压缩快的算法。它的压缩级别从负5级（最快）到22级（压缩速度最慢，但是压缩比最高）可以调节。
zstd套件里面有压缩和解压缩的并行（多线程）实现。从1.3.2版本(2017年10月)开始，zstd 有选择地实现非常长的搜索和重复数据消除（--long，128MiB窗口），类似于rzip或lrzip。
压缩速度在最快和最慢级别之间可以相差20倍或更多，而解压缩速度统统很快，在最快和最慢级别之间相差不到20%。 Zstandard命令行有一个“自适应”（--adapt）模式，根据I/O条件改变压缩级别，主要是写入输出的速度。
Zstd在其最大压缩级别下的压缩比接近lzma、lzham和ppmx，并且比lza或bzip2性能更好。 Zstandard达到了当前的，因为它解压缩的速度比任何其他当前可用的算法都要快，并且有类似的或者更好的压缩比。
字典对小文件的压缩比有很大的影响，所以Zstandard可以使用用户提供的压缩字典。它还提供了一种训练模式，能够从一组样本生成一个字典。 特别是，可以加载一个字典来处理文件之间具有冗余的大型文件集，但不一定在每个文件（例如日志文件）内。

## 使用情况
Linux内核自2017年11月以来就包含了Zstandard (4.14版本) ，作为btrfs和SquashFS文件系统的压缩方法。
2017年，Allan Jude将Zstandard集成到FreeBSD内核中， 用于概念验证OpenZFS压缩方法。  随后，它受集成为核心转储（英語：Core dump）（用户程序和内核崩溃）的压缩器选项。
AWS Redshift和RocksDB数据库支持使用Zstandard进行字段压缩。
2018年3月，Canonical在Ubuntu Linux发行版中测试了默认使用zstd作为deb包压缩方法。与deb包的xz压缩相比，级别19的zstd解压缩速度要快得多，但代价是套件文件大小增加了6%。Debian开发者Ian Jackson希望再等几年再官方采用zstd来打包。
2018年，该算法发布为 RFC 8478，它还定义了相关的媒体类型“application/zstd”、文件扩展名“zst”和HTTP内容编码“zstd”。
2019年10月，随着pacman 5.2包管理器的发布，Arch Linux增加了对zstd包压缩方法的支持， 2020年1月，官方仓库中的包从xz转换为zstd。Arch采用zstd -c -T0 --ultra -20 -，与xz相比，所有压缩包的大小增加了0.8%，解压速度提高了1300%；当使用多个线程时，解压内存增加了50 MiB，压缩内存会增加，但会随着使用的线程数而扩展。
在.NSZ / .XCZ文件格式中完整实现了该算法以及多种压缩等级， 由任天堂Switch混合游戏机的自制社区开发。

## 许可协议
参考实现以BSD许可证授权，发布在GitHub上。自1.0版本以来，它有额外的专利权许可。
自1.3.1版，拿掉此专利权许可，授权改成BSD + GPLv2双授权。